# Со дна вершины
«Со дна верши́ны» — российская полнометражная биографическая спортивная художественная драма 2017 года режиссёров Яны Поляруш, Тамары Цоцория и Константина Кутуева. Вышла в прокат 1 марта 2018 года.
Прообразом главного героя стал Алексей Мошкин, двукратный паралимпийский чемпион (1994 и 1998) по горнолыжному спорту. В возрасте двенадцати лет Алексей, поднимаясь по Краснополянской канатной дороге, которая была случайно остановлена, и не дождавшись возобновления её движения, слез с подъёмника и начал карабкаться, но, когда канатная дорога снова была включена, упал и лишился обеих ног. Через четыре месяца после несчастного случая он встал на протезы, ещё через два — бегал на роликах и катался на велосипеде, меньше чем через год после травмы вернулся на горные лыжи. Через два года уже участвовал в соревнованиях, а через четыре — впервые выиграл зимние Паралимпийские игры. В фильме многолетняя история Алексея Царёва была «спрессована» в несколько месяцев.

## Съёмки
Съёмки фильма проходили с мая 2014 года по май 2016 года в Кировске и Апатитах Мурманской области, в Сочи, Москве, Московской области, Калуге, Яхроме и Ульяновске при всесторонней поддержке и помощи руководителей данных городов и областей. В декабре 2015 года некоторые сцены фильма были сняты во Франции во время этапа Кубка мира по горнолыжному спорту в Валь-д’Изере.
Дублёром главного героя выступил спортсмен-горнолыжник, действительно не имеющий обеих ног, паралимпиец Сергей Александров.
Телевизионная премьера фильма состоялась 30 августа 2019 года на телеканале «Россия-1».

## Роли исполняют

### В главных ролях
- Павел Шевандо — Алексей Царёв, спортсмен-горнолыжник
- Владимир Вдовиченков — Александр Михайлович, отец Алексея Царёва
- Ксения Кузнецова — Наталья Сергеевна, мать Царёва
- Наталья Кузьмина (Бергер) — Лина, одноклассница и возлюбленная Царёва и Королькова
- Константин Белошапка — Константин Корольков, спортсмен-горнолыжник, друг и соперник Царёва
- Сергей Никоненко — Геннадий Вячеславович (Славич), тренер Царёва и Королькова

### В ролях
- Эльдар Калимулин— «Штырь», одноклассник
- Ирина Розанова — Рита, мать Лины
- Григорий Рудский — Нильс
- Сергей Пускепалис — травматолог-ортопед
- Нонна Гришаева — покупательница квартиры
- Андрей Харыбин — покупатель квартиры
- Николай Сердцев — Шмидт, немецкий врач
- Никита Салопин — хирург
- Георгий Черданцев — спортивный комментатор (камео)
- Мария Оссовская — директор школы

## Съёмочная группа
- Авторы сценария: Рауф Кубаев, Татьяна Новикова, Тамара Цоцория, Константин Кутуев, Яна Поляруш, Иван Тихонов
- Главный консультант: Михаил Тереньтьев
- Спортивный консультант: Александр Назаров
- Консультант и тренер главного героя: Алексей Мошкин
- Режиссёры-постановщики: Яна Поляруш, Тамара Цоцория и Константин Кутуев при участии Мурада Алиева
- Оператор-постановщик: Илья Овсенев
- Композиторы: Данил Борисов, Артём Васильев и Артём Грибов

## Отзывы
Фильм «Со дна вершины» получил различные оценки российских кинокритиков.